# Marianne Kärrholm
Ebba Marianne Kärrholm, född 22 december 1921 i Helsingfors, död 21 januari 2018 i Göteborg, var en svensk kemiingenjör och professor.

## Biografi
Kärrholm blev 1945 civilingenjör i kemiteknik vid Chalmers tekniska högskola och disputerade 1960 på en avhandling om färgning av ull. Samma år blev hon docent i textilkemi. Hon arbetade fram till 1971 vid Textilforskningsinstitutet, varefter hon blev forskningsledare för STU:s (Styrelsen för Teknisk Utveckling) konsumenttekniska forskningsgrupp. Denna verksamhet blev successivt en etablerad verksamhet inom Chalmers och ledde till den 1984 bildade institutionen för konsumentteknik.
Kärrholm utnämndes 1980 till adjungerad professor på Chalmers och erhöll 1984 en personlig professur i konsumentteknik, och blev därmed Chalmers första kvinnliga professor. Hon kom här att utveckla ämnet med ett brukarorienterat perspektiv på produkt- och systemutveckling. Marianne Kärrholm medverkade också till etableringen av den konsumenttekniska nämnden, en rådgivande nämnd till Konsumentverket med uppgift att verka för att brukarkrav beaktades vid utveckling och upphandling av produkter.   
Kärrholm var bland annat verksam inom naturvetenskapliga forskningsrådet 1977–1983, SIS tekniska nämnd 1975–1988 och Folksams vetenskapliga råd 1973–1991.

## Priser och utmärkelser
- 1966 – Albert Wallins vetenskapspris[5]

- 1990 – Chalmersmedaljen, där delar av motiveringen löd "Marianne Kärrholm framstår som en internationell pionjär inom konsumenttekniken. Hon har på ett målmedvetet sätt arbetat för att konsumentteknisk forskning och utbildning ska bli en etablerad verksamhet inom Chalmers ... Hon har skapat stor respekt bland tekniker genom att utveckla konsumenttekniken till ett tekniskt vetenskaplig forskningsområde och genom att på ett pedagogiskt sätt beskriva den bruksanpassade tekniken".[6]
- 1998 – Kungliga Ingenjörsvetenskapsakademiens guldmedalj "för insatser vid etablering av konsumentteknik, det vill säga en mot brukarkrav anpassad utformning av tekniska produkter".[7]

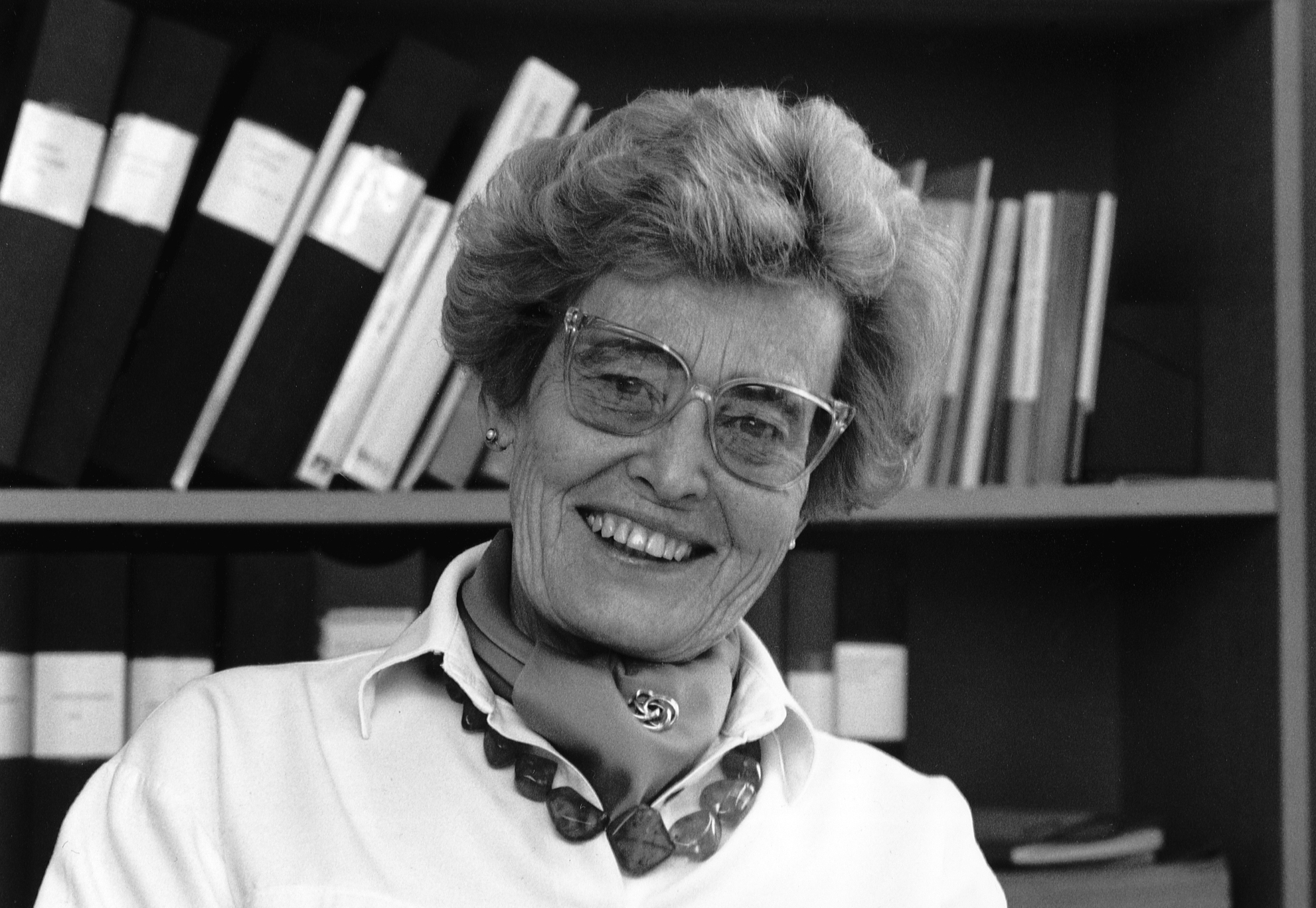
Marianne Kärrholm, troligtvis på 1980-talet.

## Familj
Marianne Kärrholm var från 1946 gift med professor Gunnar Kärrholm (1919–2006). De är begravda på Mariebergs kyrkogård.